# Tomaj (nemzetségős)
Tomaj valószínűleg Urkund (Örkény) fia, aki pedig Anonymus szerint a besenyő törzsfő Tonuzoba fia volt. Ezt támasztja alá, hogy a Tomaj nemzetség Heves vármegye területének tiszántúli részén volt birtokos, ott, ahol Tonuzoba szállást kapott Taksony fejedelemtől, és ahol eltemették az abádi révnél.
Tonuzoba besenyőit Géza fejedelem és I. István használhatta a Koppány elleni harcban, erre utalnak a Koppány somogyi törzsterülete köré telepített besenyő falvak. Kézenfekvő, hogy István idején a besenyőket már az unoka Tomaj vezette és ezért kapta jutalmul Somogy mellett Zala vármegye területén ő és nemzetsége újabb birtokait (Lesencetomaj, Badacsonytomaj, Cserszegtomaj).